# Abdelhak Benhamouda
Abdelhak Benhamouda est un syndicaliste algérien né à Constantine le 12 décembre 1946 et mort assassiné le 28 janvier 1997 à Alger. Il a été secrétaire général de l'UGTA de juin 1990 jusqu'à son assassinat. Il avait échappé à un premier attentat en décembre 1992.
Il a été l'initiateur du CNSA (Comité national pour la sauvegarde de l'Algérie) en 1991. Initiateur d'un projet politique de rassemblement centriste qui mènera à la création du Rassemblement national démocratique (RND) après son assassinat.
Son assassin, membre du FIS, est lui même tué dans des circonstances étranges en 1997.

## Décorations
- Athir de l'ordre du Mérite national d'Algérie.